# The Emptiness Machine
The Emptiness Machine – utwór amerykańskiego zespołu muzycznego Linkin Park, będący pierwszym utworem zaprezentowanym przez zespół po mającym miejsce we wrześniu 2024 roku powrocie do działalności po siedmioletnim okresie jej zawieszenia i zarazem pierwszym muzycznym dziełem grupy dokonanym z Emily Armstrong w roli wokalistki prowadzącej oraz z Colinem Brittainem w roli perkusisty, którzy zastąpili, odpowiednio, Chestera Benningtona i Roba Bourdona.
Utwór „The Emptiness Machine” po raz pierwszy wykonany został przez Linkin Park 5 września 2024 roku na zagranym na obszarze Los Angeles, pierwszym po powrocie koncercie, na którym słuchaczami była niewielka grupa zaproszonych fanów i który jednocześnie był transmitowany na żywo m.in. w serwisach YouTube oraz Instagram. Tego samego dnia utwór został także wydany w Stanach Zjednoczonych na CD nakładem Warner Records i Machine Shop Recordings oraz opublikowany w sieci wraz z teledyskiem jako pierwszy singel z nadchodzącego ósmego albumu studyjnego zespołu, From Zero. Za reżyserię teledysku do „The Emptiness Machine” odpowiadał Joseph Hahn, DJ i turntablista Linkin Park.

## Odbiór

### Krytyczny
Magazyn Revolver opisał „The Emptiness Machine” jako „naładowany mocą hymn rockowy w wypróbowanej i sprawdzonej tradycji LP”. Jeden z dziennikarzy tygodnika Billboard stwierdził, że  „uwielbia, jak utwór nabiera rozpędu w pierwszych dwóch zwrotkach i refrenach, zwalnia w zharmonizowanym bridge’u, a następnie atakuje podczas finałowej frazy muzycznej”. W recenzji singla na stronie metalplanetmusic.com można przeczytać, że „wszystko zaczyna się, gdy następuje refren i dalej nie ma już odwrotu. Armstrong wkłada w to całą siebie i rozrywa to, przechodząc od słodyczy do porażającej mocy w tym samym stylu, który Chester zdobył i uczynił swoim.”. 

### Komercyjny
W Stanach Zjednoczonych utwór „The Emptiness Machine” natychmiast odcisnął swe piętno na stacjach radiowych i zaledwie sześć godzin po opublikowaniu zadebiutował na 24. miejscu listy Rock & Alternative Airplay tygodnika Billboard – według Luminate, systemu monitorowania sprzedaży nośników muzycznych w USA, w stanowiącym koniec tygodnia monitorowania dniu 5 września 2024 roku, w którym piosenka się ukazała, odsłuchało ją 1,1 miliona słuchaczy. W pierwszych godzinach od wydania „The Emptiness Machine” zajęła także 7. miejsce na innej z list Billboardu, Hot Hard Rock Songs, gdyż osiągnęła wynik 690 000 oficjalnych odtworzeń strumieniowych i 1000 pobrań cyfrowych w USA. W okresie 6–12 września – pierwszym pełnym tygodniu monitorowania przez Luminate – piosenka miała 13,4 miliona oficjalnych odtworzeń strumieniowych, 9,1 miliona odsłuchań przez odbiorców i 8000 rockowych stacji radiowych pobrań cyfrowych w USA. W związku z tym 13 września utwór zajął 1. miejsce na liście Rock & Alternative Airplay, zaś 17 września osiągnął szczyt listy Hot Hard Rock Songs. 21 września 2024 roku „The Emptiness Machine” zadebiutował na kolejnych listach tygodnika Billboard: na 21. miejscu listy Billboard Hot 100 oraz na 3. miejscu listy Hot Rock & Alternative Songs. 21. miejsce na liście Billboard Hot 100 oznacza najwyższą pozycję w tym zestawieniu singla Linkin Park od 2009 roku, kiedy to singel „New Divide” osiągnął w nim 6. miejsce.
W Wielkiej Brytanii utwór „The Emptiness Machine” 13 września 2024 roku osiągnął 4. miejsce na liście UK Singles Chart, stając się najwyżej notowanym singlem Linkin Park na brytyjskiej singlowej liście przebojów – zdetronizował pod tym względem singel „What I’ve Done”, który w 2007 roku dotarł na przedmiotowej liście do 6. miejsca. Oprócz tego „The Emptiness Machine” zadebiutował na 1. miejscu UK Rock & Metal Singles Chart, brytyjskiej listy przebojów singli rockowych i metalowych.
W Irlandii singel dotarł do 16. miejsca tamtejszej singlowej listy przebojów, dzięki czemu został drugim pod względem wysokości notowania singlem Linkin Park w tym kraju, po „What I’ve Done”, który w 2007 roku osiągnął 15. miejsce.
W Niemczech „The Emptiness Machine” 13 września 2024 roku dotarł do 1. miejsca miejscowej singlowej listy przebojów, zostając pierwszym singlem Linkin Park, który osiągnął najwyższe miejsce w niemieckim notowaniu. Oprócz Niemiec (i Stanów Zjednoczonych oraz Wielkiej Brytanii) utwór osiągnął 1. miejsce na listach przebojów w Austrii, Czechach, Kanadzie, Luksemburgu, Łotwie, Portugalii i Szwajcarii.
W Polsce utwór dotarł do 10. miejsca listy OLiS – single w streamie oraz listy Poland Songs tygodnika Billboard.
„The Emptiness Machine” 16 września 2024 roku osiągnął 3. miejsce na ogólnoświatowej liście Billboard Global 200 tygodnika Billboard mając na koncie 74 miliony odtworzeń strumieniowych i 19 000 sprzedanych egzemplarzy na całym świecie w pierwszym pełnym tygodniu monitorowania (6–12 września 2024 roku). Pozycja na niniejszej liście oznacza pierwsze notowanie zespołu Linkin Park w pierwszej dziesiątce tej listy od początku jej istnienia.

## Lista utworów
Opracowano na podstawie materiału źródłowego.
Wersja digital download
| Nr | Tytuł utworu            | Długość |
| -- | ----------------------- | ------- |
| 1. | „The Emptiness Machine” | 3:10    |
|    |                         | 3:10    |

Wersja CD
| Nr | Tytuł utworu                           | Długość |
| -- | -------------------------------------- | ------- |
| 1. | „The Emptiness Machine”                | 3:12    |
| 2. | „The Emptiness Machine (Instrumental)” | 3:12    |
|    |                                        | 6:24    |

## Twórcy
Opracowano na podstawie materiału źródłowego.
Zespół Linkin Park w składzie
- Emily Armstrong – wokale
- Mike Shinoda – wokale
- Brad Delson – gitara
- Dave „Phoenix” Farrell – gitara basowa
- Joe Hahn – programowanie(inne języki)
- Colin Brittain – perkusja

Produkcja
- Linkin Park – autorstwo utworu
- Mike Shinoda – produkcja muzyczna, nagrywanie
- Brad Delson, Colin Brittain – współprodukcja muzyczna
- Neal Avron(inne języki) – miksowanie
- Scott Skrzynski – miksowanie dodatkowe
- Emerson Mancini – mastering

## Notowania na listach przebojów
| Lista (2024)                                                 | Pozycja |
| ------------------------------------------------------------ | ------- |
| Ameryka Centralna (Monitor Latino)                           | 7       |
| Australia (Top 50 Singles)                                   | 27      |
| Austria (Ö3 Austria Top 40)                                  | 1       |
| Belgia (Ultratop 50 Flandria)                                | 14      |
| Belgia (Ultratop 50 Walonia)                                 | 18      |
| Boliwia (Bolivia Songs (Billboard))                          | 20      |
| Boliwia (Monitor Latino)                                     | 7       |
| Brazylia (Brasil Hot 100 (Billboard))                        | 5       |
| Chorwacja (Croatia Songs (Billboard))                        | 10      |
| Czechy (Rádio – Top 100)                                     | 1       |
| Czechy (Rádio – Top 20 Modern Rrock)                         | 1       |
| Czechy (Singles Digitál – Top 100)                           | 1       |
| Dania (Hitlisten)                                            | 35      |
| Ekwador (Monitor Latino)                                     | 7       |
| Estonia (TopHit)                                             | 42      |
| Finlandia (Suomen virallinen lista)                          | 5       |
| Francja (SNEP)                                               | 12      |
| Grecja (IFPI)                                                | 4       |
| Gwatemala (Monitor Latino)                                   | 2       |
| Hiszpania (Promusicae)                                       | 27      |
| Holandia (Nederlandse Top 40)                                | 21      |
| Holandia (Single Top 100)                                    | 15      |
| Honduras (Monitor Latino)                                    | 13      |
| Indie (IMI)                                                  | 18      |
| Irlandia (Top 100 Singles)                                   | 16      |
| Islandia (Tónlistinn)                                        | 22      |
| Japonia (Digital Singles)                                    | 42      |
| Kanada (Billboard Canadian Hot 100 (Billboard))              | 12      |
| Kanada (Canada Rock (Billboard))                             | 1       |
| Kolumbia (Monitor Latino)                                    | 12      |
| Korea Południowa (BGM, Circle Chart)                         | 131     |
| Kostaryka (Monitor Latino)                                   | 7       |
| Liban (The Official Lebanese Top 20)                         | 10      |
| Litwa (Agata)                                                | 7       |
| Litwa (TopHit)                                               | 12      |
| Luksemburg (Luxembourg Songs (Billboard))                    | 1       |
| Łotwa (LaIPA)                                                | 1       |
| Malezja (Billboard Malaysia Songs (Billboard))               | 13      |
| Maroko (Hit Radio)                                           | 24      |
| Meksyk (Monitor Latino)                                      | 7       |
| Niemcy (Offizielle Deutsche Charts)                          | 1       |
| Norwegia (VG-lista)                                          | 10      |
| Nowa Zelandia (Recorded Music NZ)                            | 18      |
| Panama (Monitor Latino)                                      | 11      |
| Peru (Peru Songs (Billboard))                                | 24      |
| Polska (OLiS)                                                | 10      |
| Polska (Poland Songs (Billboard))                            | 10      |
| Południowa Afryka (South Africa Songs (Billboard))           | 15      |
| Portugalia (AFP)                                             | 1       |
| Rumunia (Romania Songs (Billboard))                          | 12      |
| Salwador (Monitor Latino)                                    | 9       |
| Słowacja (Rádio – Top 100)                                   | 58      |
| Słowacja (Singles Digitál – Top 100)                         | 2       |
| Stany Zjednoczone (Billboard Hot 100 (Billboard))            | 21      |
| Stany Zjednoczone (Hot Hard Rock Songs (Billboard))          | 1       |
| Stany Zjednoczone (Hot Rock & Alternative Songs (Billboard)) | 3       |
| Stany Zjednoczone (Rock & Alternative Airplay (Billboard))   | 1       |
| Szwajcaria (Singles Top 100)                                 | 1       |
| Szwecja (Sverigetopplistan)                                  | 14      |
| Świat (Billboard Global 200 (Billboard))                     | 3       |
| Tajwan (Taiwan Songs (Billboard))                            | 24      |
| Urugwaj (Monitor Latino)                                     | 11      |
| Wenezuela (Monitor Latino)                                   | 16      |
| Węgry (Single Top 40 slágerlista)                            | 7       |
| Wielka Brytania (UK Singles Chart)                           | 4       |
| Wielka Brytania (UK Rock & Metal Singles Chart)              | 1       |
| Włochy (FIMI)                                                | 34      |

| Lista (2024)                         | Pozycja |
| ------------------------------------ | ------- |
| Brazylia (Pro-Música Brasil)         | 15      |
| Czechy (Rádio – Top 100)             | 99      |
| Czechy (Singles Digitál – Top 100)   | 1       |
| Estonia (TopHit)                     | 63      |
| Litwa (TopHit)                       | 20      |
| Słowacja (Rádio – Top 100)           | 53      |
| Słowacja (Singles Digitál – Top 100) | 2       |

## Certyfikaty
| Region                 | Certyfikat |
| ---------------------- | ---------- |
| Francja (SNEP)         | złoto      |
| Hiszpania (Promusicae) | złoto      |
| Kanada (Music Canada)  | złoto      |
| Portugalia (AFP)       | złoto      |
| Wielka Brytania (BPI)  | srebro     |
| Polska (ZPAV)          | złoto      |